# 新安州
新安州（シナンジュ）は、朝鮮民主主義人民共和国平安南道安州市に属する地区。
首都平壌の北、新義州（中朝国境の都市）との中間に位置し、清川江を渡る鉄道交通の要衝である。このため朝鮮戦争時にはアメリカ空軍による激しい空爆が行われた。

## 地理
安州市の西部、清川江の河口近くに位置する。歴史的な安州の中心集落からは西に外れた場所にあたり、鉄道幹線である京義線（現・平義線）の新安州駅（現・新安州青年駅）を中心に市街が発達した。新安州駅からは价川線が分岐する。

## 歴史
日本統治下では平安南道安州郡新安州面を構成していた。

### 朝鮮戦争
1951年5月9日、アメリカ空軍は鴨緑江岸の都市を目指してそれまでにもっとも激しい空爆作戦を実行し、少なくとも300機の爆撃機が参加した。
1952年1月25日には、新安州と定州を結ぶ鉄道（京義線）と橋梁に対してアメリカ空軍が爆撃を行った。しかし、その5日後には北朝鮮側によって修復が行われた。1952年の3月の最終週、アメリカ空軍はB-29による爆撃を開始し、4月を通して新安州と平壌を結ぶ鉄道（京義線）と橋梁を破壊した。
1953年の冬には、新安州近辺の清川江河口地区に架かる5つの鉄道橋が目標となった。新安州にある操車場が鉄道による軍需輸送の拠点と推測されたためである。爆撃機は夜間爆撃でこれらの施設を破壊したが、これは北朝鮮側の軍需輸送を一時的に阻止したにとどまった。しかし、1953年の春季には共産軍の兵員と物資の輸送は絶え間ない空襲によってより困難なものとなった。